# Handpan

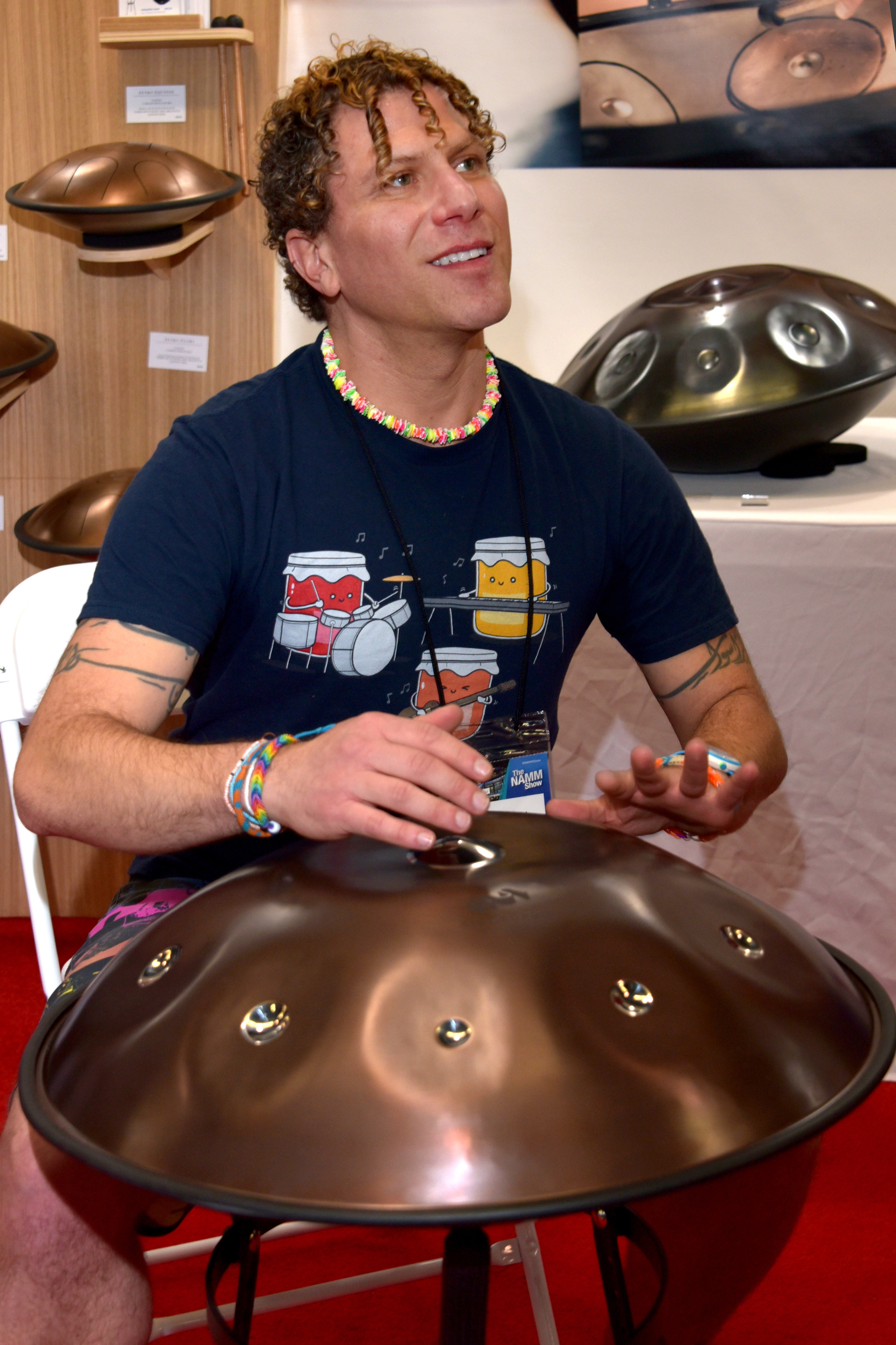
Músico demostrando cómo tocar un handpan en la exhibición NAMM de enero de 2020.

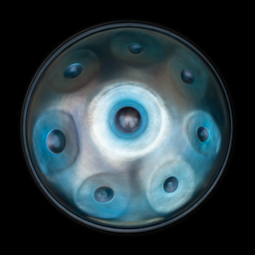
Un handpan de la primera producción de Pantheon Steel.

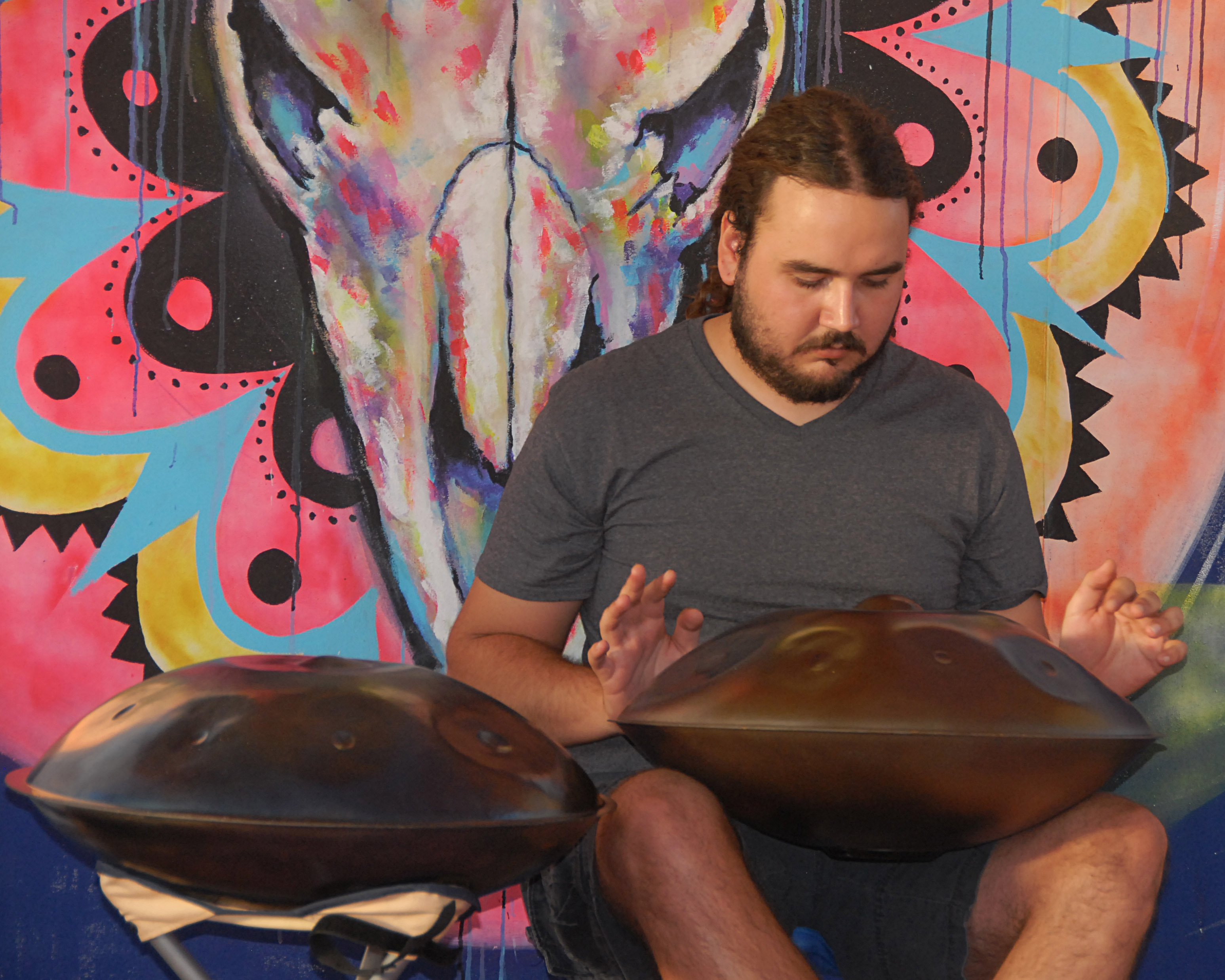
Músico tocando dos handpans

El handpan es un instrumento musical considerado un tipo alternativo del steelpan o tambor metálico. Muchos fabricantes y marcas han aparecido en los últimos años, provocando un mayor interés en el Hang, el cual es un instrumento desarrollado por la empresa PANArt que se apoya en las propiedades físicas de los tambores metálicos de Trinidad y Tobago, el ghatam indio, el gong tailandés y el gamelán indonés etc.
La forma básica de un handpan consta de dos conchas metálicas unidas entre sí, una zona sonora en el centro (nombrado Ding) rodeado por un 
círculo de al menos siete zonas sonoras en el lado superior y una apertura en el lado inferior (nombrado Gu). Las diferencias entre distintos fabricantes incluyen los materiales y su proceso de fabricación, la forma de las zonas sonoras y los métodos de afinación.

## Historia
El término handpan apareció por primera vez on-line a finales de 2007 en el sitio web de un fabricante de steelpan americano llamado Pantheon Steel.  Se suele describir como el desarrollo de un nuevo instrumento como alternativa al Hang.
Por consiguiente, el término apareció en el foro ahora extinto Hang-Music en internet.  El sucesor de este foro estuvo fundado en 2009 y se apellidó handpan.org.  De este modo, la expresión handpan acabó siendo el nuevo término para este grupo de instrumentos.
Handpan acabó siendo un término necesario desde que PANArt registra el nombre Hang como marca para sus instrumentos musicales.  De hecho empiezan a surgir demandas legales contra otros fabricantes.  No obstante, casi todas las demandas acabaron siendo en vano, debido a que la forma física del instrumento no fue patentado.
Actualmente, miles de fabricantes han ofrecen una gran variedad de materiales, técnicas de fabricación, formas, sonido y calidad.

## Discusión sobre el término
El término handpan ha sido objeto de controversia, sin importar la relativa corta vida del instrumento. Los críticos señalan que el Hang, el cual muchos fabricantes lo usan como un modelo estándar, se define mediante su diferencia con el steelpan, incluso aunque posean los mismos principios físicos.
Además, el término "pan" está reservado únicamente para la cultura nacional de las bandas de Trinidad y Tobago. Los partidarios destacaron una necesidad para crear un término genérico. Defendieron que handpan es adecuado y se entiende fácilmente como una abreviatura de un steelpan que se toca con las manos. Se ha convertido en una expresión convencional para aquellos interesados es este tipo de instrumentos y en la cultura popular.
Los fabricantes de Hang de la empresa de PANArt: Felix Rohner y Sabina Schärer, rechazan la expresión handpan para describir el Hang. "Para explicarlo de forma clara y precisa: nosotros no hacemos instrumentos de percusión, handpans o tambores Hang".
Algunos creadores y músicos prefieren usar el término Pantam. Se dice que es la combinación de las palabras Pan (en inglés son los tambores metálicos propios de Trinidad y Tobago) y Ghatam. Ambos instrumentos que inspiraron la creación del Hang. Originalmente este término fue un nombre alternativo al Hang en Israel.